# Ophrys lupercalis
Ophrys lupercalis ( J. Devillers-Terschuren & P. Devillers ) es una especie de orquídeas monopodiales y terrestres de la subtribu Orchidinae, familia (Orchidaceae). Es de las llamadas orquídeas abejeras. 

## Descripción
Durante el verano estas orquídeas están durmientes como un bulbo subterráneo tubérculo, que sirve como una reserva de comida. Al final del verano-otoño desarrolla una roseta de hojas. También un nuevo tubérculo empieza a desarrollarse y madura hasta la siguiente primavera, el viejo tubérculo muere lentamente. En la próxima primavera el tallo floral empieza a desarrollarse, y durante la floración las hojas ya comienzan a marchitarse.

La mayoría de las orquídeas Ophrys dependen de un hongo simbionte, debido a esto desarrollan solo un par de pequeñas hojas alternas. No pueden ser trasplantadas debido a esta simbiosis. Las pequeñas hojas basales forman una roseta pegada a ras de suelo. Son oblongo lanceoladas redondeadas sin indentaciones, tienen un color verde azulado. Se desarrollan en otoño y pueden sobrevivir las heladas del invierno.
Ophrys lupercalis es una orquídeaterrestre que tiene tubérculo subterráneo, globular, y pequeño del cual sale el tallo floral erecto sencillo y sin ramificaciones de unos 40 cm. Las flores poseen un labelo de gran tamaño. El labelo es trapezoide velludo y tiene un color marrón oscuro con un dibujo en H en la zona intermedia superior de color gris o marrón más claro. El labelo de unos 13 a 18 mm de longitud tiene tres lóbulos con los dos laterales que están vueltos ligeramente hacia atrás con unos pelos finos y sedosos. El lóbulo intermedio es glabro y más grande que los laterales y con una indentación central. Lleva una banda amarilla bordeando todo el labelo.

Esta variedad tiene dos sépalos laterales iguales en tamaño el tercero se vuelve hacia adelante por encima de la columna cubriéndola. Los tres sépalos de unos 7 mm de longitud y un color uniforme verde claro. Los pétalos más internos son bastante más pequeños que los sépalos pero del mismo color verde claro o marrón claro, y hacen un gran contraste con los tonos oscuros del labelo. De dos a diez flores se desarrollan en el tallo floral con hojas basales. Las flores son únicas, no solo por su inusual belleza, gradación de color y formas excepcionales, sino también por la ingenuidad con la que atraen a los insectos. Su labelo imita en este caso al abdomen de una abeja. Esta especie es muy variable en sus dibujos y gradación de color. Florecen de enero a abril.

Esta sugestión visual sirve como reclamo íntimo. Esta polinización mímica está acrecentada al producir además la fragancia de la hembra del insecto en celo. Estas feromonas hacen que el insecto se acerque a investigar. Esto ocurre solamente en el periodo determinado en el que los machos están en celo y las hembras no han copulado aún. El insecto está tan excitado que empieza a copular con la flor. Esto se denomina "pseudocopulación", la firmeza, la suavidad, y los pelos aterciopelados del labelo, son los mayores incentivos, para que el insecto se introduzca en la flor. Las polinia se adhieren a la cabeza o al abdomen del insecto. Cuando vuelve a visitar otra flor los polinia golpean el estigma. Los filamentos de los polinia durante el transporte cambian de posición de tal manera que los céreos granos de polen puedan golpear al estigma, tal es el grado de refinamiento de la reproducción. Si los filamentos no toman la nueva posición los polinia podrían no haber fecundado la nueva orquídea.

Cada orquídea tiene su propio insecto polinizador y depende completamente de esta especie polinizadora para su supervivencia. Lo que es más los machos embaucados es probable que no vuelvan o incluso que ignoren plantas de la misma especie. Por todo esto solamente cerca del 10 % de la población de Ophrys llega a ser polinizada. Esto es suficiente para preservar la población de Ophrys, si se tienen en cuenta que cada flor fertilizada produce 12,000 diminutas semillas.

## Hábitat
Esta especie de hábito terrestre monopodial se distribuye por el Mediterráneo el sur de Inglaterra y el sur de Alemania, en prados, garrigas, arbustos y bosques. Alcanzan una altura de 40 cm.
Etimología
Ver: Ophrys, Etimología
Del latín "lupercalis"="De cubierto" refiriéndose a su labelo que está cubierto con un sépalo en la parte de la columna.

Ophrys se menciona por vez primera en el libro "Historia Natural" de Plinio el Viejo (23-79 AD).

Estas Orquídeas se denominan las "Orquídeas abejeras" porque el labelo de las flores se asemeja al abdomen de las abejas.
Nombres comunes
- Español: ofris precoz
- Alemán: Lupercal-Ragwurz
- Francés: Ophrys précoce
- Inglés: Early purple orchid